# Pallacanestro Olimpia Milano 2010-2011
Questa voce raccoglie le informazioni riguardanti la Pallacanestro Olimpia Milano , sponsorizzata Armani Jeans, nelle competizioni ufficiali della stagione 2010-2011.

## Stagione
La stagione 2010-2011 dell'Olimpia Milano, sponsorizzata EA7 Emporio Armani, è la 78ª in Serie A.
All'inizio della nuova stagione la Lega Basket decise di modificare il regolamento riguardo al numero di giocatori stranieri da schierare contemporaneamente in campo. Si decise così di optare per la scelta della formula con 6 giocatori stranieri di cui massimo 2 non appartenenti a Paesi appartenenti alla FIBA Europe.
Per la stagione 2010-11 il roster di Milano viene integrato con gli innesti di David Hawkins, Nicolò Melli, Ibrahim Jaaber, Oleksij Pečerov. 
Il 3 ottobre 2010 affronta al Forum di Assago in una partita del NBA Europe Live Tour i New York Knicks dove milita Danilo Gallinari venendo sconfitta 125 a 113 davanti a 10.672 spettatori.
La mancata qualificazione alle top16 di Eurolega e una serie di sconfitte in campionato spingono la società il 3 gennaio 2011 ad esonerare l’allenatore Piero Bucchi sostituito da Dan Peterson. 
Il roster viene completato durante la stagione con il centro Benjamin Eze e la guardia Lynn Greer. Dopo l’eliminazione nei quarti di finale di Coppa Italia da parte di Avellino Milano chiude la stagione regolare al 3º posto; nei play-off, dopo aver sconfitto Sassari per 3 a 1, viene eliminata in semifinale per 3 a 1, con la decisiva sconfitta casalinga il 6 giugno 2011, dalla Bennet Cantù.

## Divisa
Il fornitore ufficiale del materiale tecnico per la stagione 2010-2011 è Reebok, mentre lo sponsor ufficiale è Armani Jeans.
La prima divisa presenta un completo interamente bianco con scritte rosse. La seconda presenta anch'essa un completo completamente rosso con scritte di colore bianco, entrambe sui fianchi riportano in piccolo la denominazione della società Olimpia Milano 1936. Gli sponsor, oltre ad Armani Jeans, sono Ubi Banca e Adecco nella parte frontale, mentre sul retro viene sempre richiamato lo sponsor principale insieme a Citroen, entrambi posti nella parte superiore al di sopra del numero di maglia. 
La divisa utilizzata in Eurolega riprende i colori utilizzati per quelle del campionato, le uniche differenze sono sette righe oblique presenti ai lati, di colore differente rispetto a quello dominante; anche i bordi del collo e delle braccia sono di colore differente. Lo sponsor principale rimane Armani Jeans riportato solo frontalmente insieme a MG.K Vis.

## Organigramma societario
Dal sito ufficiale della società
Area tecnica
- Allenatore: Dan Peterson dal 04/01/2011
- Allenatore: Piero Bucchi fino al 03/01/2011
- Assistente allenatore:	Giorgio Valli, Mario Fioretti
- Preparatore Fisico: Massimo Annoni
- Scouting & Basketball Operations: Luca Robledo
- Resp. Settore Giovanile: Marco Gandini
- Resp. Staff Medico: Marco Bigoni
- Medico Sociale: Gabriele Cirillo, Diego Gaddi
- Fisioterapista: Stefano Della Foglia, Claudio Lomma
- Osteopata:	Andrea Manzotti

Area dirigenziale
- Presidente e Amministratore Delegato: Livio Proli
- General Manager: Gianluca Pascucci
- Team Manager:	Paolo Avantaggiato
- Resp. Comunicazione e Stampa: Flavio Suardi
- Resp. Servizi Centrali e Biglietteria:	Giorgio Scopece
- Segreteria: Serena Richelli
- Addetto agli Arbitri:	Gianluca Solani
- Resp. Marketing commerciale e sponsor:	Luca Margnini
- Resp. biglietteria: Giorgio Scopece
- Resp. sito Internet: Flavio Suardi
- Resp. Organizzativo Sett. Giovanile: Mario Brioschi
- Resp. Statistiche Lega: Renato Boccotti
- Speaker: Massimo Miccoli

## Roster
Aggiornato al 27 dicembre 2016.
| Armani Jeans Milano 2010-11 | Armani Jeans Milano 2010-11 |
| Giocatori                   | Staff tecnico               |
| --------------------------- | --------------------------- |

| N. | Naz.                                         | Ruolo | Nome                    | Anno | Alt.   | Peso   |  |
| -- | -------------------------------------------- | ----- | ----------------------- | ---- | ------ | ------ |  |
| 5  | Nigeria (bandiera) · Italia (bandiera)       | C     | Benjamin Eze            | 1981 | 208 cm | 115 kg |  |
| 6  | Italia (bandiera)                            | A     | Stefano Mancinelli      | 1983 | 203 cm | 102 kg |  |
| 7  | Ucraina (bandiera)                           | C     | Oleksij Pečerov         | 1985 | 213 cm | 106 kg |  |
| 8  | Lituania (bandiera)                          | A     | Jonas Mačiulis          | 1985 | 198 cm | 105 kg |  |
| 9  | Italia (bandiera)                            | G     | Marco Mordente          | 1979 | 192 cm | 92 kg  |  |
| 10 | Stati Uniti (bandiera)                       | P     | Morris Finley           | 1981 | 180 cm | 81 kg  |  |
| 11 | Stati Uniti (bandiera) · Bulgaria (bandiera) | PG    | Ibrahim Jaaber          | 1981 | 188 cm | 84 kg  |  |
| 12 | Stati Uniti (bandiera) · Italia (bandiera)   | AC    | Richard Mason Rocca (C) | 1977 | 202 cm | 108 kg |  |
| 13 | Italia (bandiera)                            | AG    | Nicolò Melli            | 1991 | 205 cm | 105 kg |  |
| 14 | Stati Uniti (bandiera)                       | P     | Lynn Greer              | 1979 | 184 cm | 77 kg  |  |
| 15 | Lituania (bandiera)                          | C     | Marijonas Petravičius   | 1979 | 208 cm | 116 kg |  |
| 16 | Italia (bandiera)                            | A     | Gabriele Ganeto         | 1987 | 200 cm | 100 kg |  |
| 22 | Belgio (bandiera)                            | C     | Tomas Van Den Spiegel   | 1978 | 214 cm | 114 kg |  |
| 22 | Stati Uniti (bandiera)                       | G     | Coby Karl               | 1983 | 196 cm | 98 kg  |  |
| 33 | Stati Uniti (bandiera) · Italia (bandiera)   | PG    | Mike Nardi              | 1985 | 185 cm | 85 kg  |  |
| 34 | Stati Uniti (bandiera)                       | AP    | David Hawkins           | 1982 | 195 cm | 95 kg  |  |

| Allenatore                                                        |
| - Piero Bucchi (fino al 3 gennaio) - Dan Peterson (dal 3 gennaio) |
| Assistente/i                                                      |
| - Nessuno Legenda - (C) Capitano - (IN) Inattivo - Infortunato    |

## Mercato

### Sessione estiva
| Acquisti | Acquisti        | Acquisti           | Acquisti      | Acquisti |
| R.       | Nome            | da                 | Modalità      |          |
| -------- | --------------- | ------------------ | ------------- | -------- |
| PG       | Ibrahim Jaaber  | Virtus Roma        | definitivo    |          |
| AG       | Nicolò Melli    | Pall. Reggiana     | definitivo    |          |
| C        | Oleksij Pečerov | Minnesota T'wolves | definitivo    |          |
| A        | Gabriele Ganeto | Pall. Vigevano     | definitivo    |          |
| PG       | Mike Nardi      | Pall. Pavia        | definitivo    |          |
| AP       | David Hawkins   | Mens Sana Siena    | definitivo    |          |
| P        | Ariel Filloy    | Scafati Basket     | fine prestito |          |

| Cessioni | Cessioni        | Cessioni       | Cessioni       | Cessioni |
| R.       | Nome            | a              | Modalità       |          |
| -------- | --------------- | -------------- | -------------- | -------- |
| P        | Massimo Bulleri | Pall. Treviso  | fine contratto |          |
| P        | Ariel Filloy    | Pistoia Basket | prestito       |          |
| AG       | Mike Hall       | Teramo Basket  | fine contratto |          |
| AP       | Jeff Viggiano   | Pall. Biella   | fine contratto |          |
| PG       | Sani Bečirovič  | Türk Telekom   | fine contratto |          |
| C        | Luca Ianes      | San Severo     | fine contratto |          |
| G        | Chris Monroe    | N.B. Brindisi  | fine contratto |          |
| AG       | Jamie Arnold    | Hapoel Holon   | fine contratto |          |

### Dopo l'inizio della stagione
| Acquisti | Acquisti              | Acquisti   | Acquisti   | Acquisti |
| R.       | Nome                  | da         | Modalità   |          |
| -------- | --------------------- | ---------- | ---------- | -------- |
| P        | Lynn Greer            | Fenerbahçe | definitivo |          |
| C        | Tomas Van Den Spiegel | Free agent | definitivo |          |
| ALL      | Dan Peterson          | Free agent | definitivo |          |
| C        | Benjamin Eze          | Chimki     | definitivo |          |
| G        | Coby Karl             | Granada    | definitivo |          |

| Cessioni | Cessioni              | Cessioni        | Cessioni       | Cessioni |
| R.       | Nome                  | a               | Modalità       |          |
| -------- | --------------------- | --------------- | -------------- | -------- |
| P        | Morris Finley         | Free agent      | rescissione    |          |
| AG       | Nicolò Melli          | V.L. Pesaro     | prestito       |          |
| ALL      | Piero Bucchi          | Free agent      | rescissione    |          |
| C        | Tomas Van Den Spiegel | Ostenda         | fine contratto |          |
| PG       | Mike Nardi            | Fulgor L. Forlì | rescissione    |          |

## Risultati

### Serie A

#### Stagione regolare

##### Girone d'andata
| Arbitri: | Lamonica Sabetta Capurro |

|                   |            |              |
| Andrea Capobianco | Allenatori | Piero Bucchi |

| Arbitri: | Cerebuch Taurino Weidmann |

|              |            |               |
| Piero Bucchi | Allenatori | Jasmin Repeša |

| Arbitri: | Paternicò Chiari Pinto |

|                     |            |              |
| Massimo Cancellieri | Allenatori | Piero Bucchi |

| Arbitri: | Seghetti Begnis Caiazza |

|              |            |                      |
| Piero Bucchi | Allenatori | Giovanni Perdichizzi |

| Arbitri: | Sahin Giansanti Lanzarini |

|               |            |              |
| Meo Sacchetti | Allenatori | Piero Bucchi |

| Arbitri: | Lamonica Chiari Weidmann |

|              |            |                   |
| Piero Bucchi | Allenatori | Matteo Boniciolli |

| Arbitri: | Paternicò Pozzana Bettini |

|                     |            |              |
| Stefano Pillastrini | Allenatori | Piero Bucchi |

| Arbitri: | Facchini Mattioli Sardella |

|                   |            |              |
| Simone Pianigiani | Allenatori | Piero Bucchi |

| Arbitri: | Sabetta Lo Guzzo Capurro |

|              |            |                   |
| Piero Bucchi | Allenatori | Francesco Vitucci |

| Arbitri: | Lamonica Chiari Aronne |

|            |            |              |
| Lino Lardo | Allenatori | Piero Bucchi |

| Arbitri: | Sahin Seghetti Biggi |

|              |            |                 |
| Piero Bucchi | Allenatori | Carlo Recalcati |

| Arbitri: | Taurino Mattioli Caiazza |

|                   |            |              |
| Andrea Trinchieri | Allenatori | Piero Bucchi |

| Arbitri: | Sabetta Pozzana Martolini |

|              |            |                    |
| Dan Peterson | Allenatori | Stefano Sacripanti |

| Arbitri: | Sahin Giansanti Crescenti |

|              |            |              |
| Tomo Mahorič | Allenatori | Dan Peterson |

| Arbitri: | Cerebuch Duranti Pinto |

|              |            |               |
| Dan Peterson | Allenatori | Luca Dalmonte |

##### Girone di ritorno
| Arbitri: | Facchini Lo Guzzo Caiazza |

|              |            |                    |
| Dan Peterson | Allenatori | Alessandro Ramagli |

| Arbitri: | Lamonica Tola Weidmann |

|               |            |              |
| Jasmin Repeša | Allenatori | Dan Peterson |

| Arbitri: | Pozzana Filippini Vicino |

|              |            |                     |
| Dan Peterson | Allenatori | Massimo Cancellieri |

| Arbitri: | Taurino Mattioli Martolini |

|            |            |              |
| Luca Bechi | Allenatori | Dan Peterson |

| Arbitri: | Lamonica Tola Aronne |

|              |            |               |
| Dan Peterson | Allenatori | Meo Sacchetti |

| Arbitri: | Paternicò Pozzana Caiazza |

|                 |            |              |
| Sašo Filipovski | Allenatori | Dan Peterson |

| Arbitri: | Sahin Sardella Martolini |

|              |            |                     |
| Dan Peterson | Allenatori | Stefano Pillastrini |

| Arbitri: | Cerebuch Tola Lanzarini |

|                   |            |              |
| Francesco Vitucci | Allenatori | Dan Peterson |

| Arbitri: | Sahin Mattioli Aronne |

|              |            |            |
| Dan Peterson | Allenatori | Lino Lardo |

| Arbitri: | Paternicò Sabetta Pinto |

|              |            |                   |
| Dan Peterson | Allenatori | Simone Pianigiani |

| Arbitri: | Lamonica Begnis Barni |

|                 |            |              |
| Carlo Recalcati | Allenatori | Dan Peterson |

| Arbitri: | Cerebuch Quacci Weidmann |

|              |            |                   |
| Dan Peterson | Allenatori | Andrea Trinchieri |

| Arbitri: | Mattioli Taurino Bettini |

|                    |            |              |
| Stefano Sacripanti | Allenatori | Dan Peterson |

| Arbitri: | Sabetta Lanzarini Vicino |

|              |            |              |
| Dan Peterson | Allenatori | Tomo Mahorič |

| Arbitri: | Sahin Pozzana Crescenti |

|               |            |              |
| Luca Dalmonte | Allenatori | Dan Peterson |

#### Play-off

##### Quarti di finale
| Arbitri: | Sahin Sabetta Lanzarini |

|              |            |                     |
| Jaaber 18    | Punti      | 16 White            |
| 4 Jaaber     | Assist     | 4 Pinton, Tsaldarīs |
| Hawkins 10   | Rimbalzi   | 7 Plisnić           |
| Dan Peterson | Allenatori | Romeo Sacchetti     |

| Arbitri: | Cerebuch Chiari Seghetti |

|                 |            |            |
| Mancinelli 17   | Punti      | 18 Plisnić |
| Hawkins 9       | Assist     | 6 Vanuzzo  |
| Jaaber, Rocca 7 | Rimbalzi   | 11 Plisnić |
| Peterson        | Allenatori | Sacchetti  |

| Arbitri: | Lamonica Pozzana Filippini |

|           |            |            |
| Hunter 18 | Punti      | 20 Pečerov |
| Diener 7  | Assist     | 9 Jaaber   |
| Hunter 14 | Rimbalzi   | 6 Hawkins  |
| Sacchetti | Allenatori | Peterson   |

| Arbitri: | Sahin Mattioli Lo Guzzo |

|           |            |              |
| White 14  | Punti      | 18 Hawkins   |
| Pinton 4  | Assist     | 3 Mancinelli |
| Hunter 5  | Rimbalzi   | 10 Rocca     |
| Sacchetti | Allenatori | Peterson     |

##### Semifinale
| Arbitri: | Lamonica Chiari Seghetti |

|              |            |                   |
| Mazzarino 16 | Punti      | 12 Greer, Hawkins |
| Green 5      | Assist     | 3 Hawkins         |
| Micov 8      | Rimbalzi   | 11 Rocca          |
| Trinchieri   | Allenatori | Peterson          |

| Arbitri: | Cerebuch Mattioli Lo Guzzo |

|                         |            |          |
| Mazzarino 13            | Punti      | 15 Greer |
| Green, Leunen 4         | Assist     | 7 Greer  |
| Green, Leunen, Ortner 6 | Rimbalzi   | 7 Rocca  |
| Trinchieri              | Allenatori | Peterson |

| Arbitri: | Facchini Pozzana Duranti |

|                     |            |                                          |
| Hawkins 18          | Punti      | 15 Šćekić                                |
| Hawkins 5           | Assist     | 2 Green, Mark'oishvili, Mazzarino, Micov |
| Mancinelli, Rocca 8 | Rimbalzi   | 11 Šćekić                                |
| Peterson            | Allenatori | Trinchieri                               |

| Arbitri: | Sabetta Taurino Filippini |

|                      |            |                 |
| Jaaber 17            | Punti      | 17 Green        |
| Mancinelli, Jaaber 2 | Assist     | 3 Leunen, Micov |
| Hawkins 7            | Rimbalzi   | 10 Micov        |
| Peterson             | Allenatori | Trinchieri      |

### Eurolega

#### Regular Season
| Arbitri: | Dani Hierrezuelo Srdjan Dozai Panagiotis Anastopoulos |

|                 |            |              |
| Gordon 15       | Punti      | 23 Pečerov   |
| Duško Vujošević | Allenatori | Piero Bucchi |

| Arbitri: | Juan Carlos Garcia Murat Biricik Miguel Perez |

|              |            |             |
| Jaaber 13    | Punti      | 19 Jagodnik |
| Piero Bucchi | Allenatori | Jure Zdovc  |

| Arbitri: | Juan Carlos Mitjana Sinisa Herceg Elias Koromilas |

|                   |            |              |
| Tunçeri 15        | Punti      | 19 Jaaber    |
| Velimir Perasović | Allenatori | Piero Bucchi |

| Arbitri: | Fernando Rocha Boris Ryzhyk Tomas Jasevicius |

|                |            |              |
| Martínez 15    | Punti      | 26 Mačiulis  |
| Manolo Hussein | Allenatori | Piero Bucchi |

| Arbitri: | José Ramón García Sreten Radovic Jakub Zamojski |

|              |            |                  |
| Hawkins 15   | Punti      | 14 Diamantidīs   |
| Piero Bucchi | Allenatori | Željko Obradović |

| Arbitri: | Juan Carlos Arteaga David Chambon Apostolos Kalpakas |

|              |            |                 |
| Jaaber 18    | Punti      | 16 Gordon       |
| Piero Bucchi | Allenatori | Duško Vujošević |

| Arbitri: | Christos Christodoulou Sergey Mikhaylov Oscar Perea |

|            |            |              |
| Gregory 17 | Punti      | 16 Finley    |
| Jure Zdovc | Allenatori | Piero Bucchi |

| Arbitri: | Carl Jungebrand Dubravko Muhvic Jurgis Laurinavicius |

|              |            |                   |
| Hawkins 24   | Punti      | 20 Nachbar        |
| Piero Bucchi | Allenatori | Velimir Perasović |

| Arbitri: | Grzegorz Ziemblicki Srdjan Dozai Panagiotis Anastopoulos |

|              |            |                 |
| Jaaber 13    | Punti      | 20 Martínez     |
| Piero Bucchi | Allenatori | Svetislav Pešić |

| Arbitri: | Dani Hierrezuelo Sreten Radovic Robert Lottermoser |

|                  |            |              |
| Perperoglou 14   | Punti      | 13 Finley    |
| Željko Obradović | Allenatori | Piero Bucchi |

### Coppa Italia
| Arbitri: | Facchini Chiari Lo Guzzo |

|              |            |                   |
| Hawkins 23   | Punti      | 21 Dean           |
| Mancinelli 5 | Assist     | 20 Green          |
| Mačiulis 7   | Rimbalzi   | 3 Dean            |
| Dan Peterson | Allenatori | Francesco Vitucci |

### Statistiche giocatori
Fonte
| Giocatore          | Serie A+Playoff | Serie A+Playoff | Serie A+Playoff | Serie A+Playoff | Coppa Italia | Coppa Italia | Coppa Italia | Coppa Italia | Eurolega | Eurolega | Eurolega | Eurolega | Totale | Totale | Totale | Totale |
| Giocatore          | PG              | PTI             | AST             | RIM             | PG           | PTI          | AST          | RIM          | PG       | PTI      | AST      | RIM      | PG     | PTI    | AST    | RIM    |
| ------------------ | --------------- | --------------- | --------------- | --------------- | ------------ | ------------ | ------------ | ------------ | -------- | -------- | -------- | -------- | ------ | ------ | ------ | ------ |
| B. Eze             | 11+8            | 65+49           | 8+4             | 45+25           | 0            | 0            | 0            | 0            | -        | -        | -        | -        | 19     | 114    | 12     | 70     |
| S. Mancinelli      | 27+8            | 304+82          | 62+18           | 112+34          | 1            | 4            | 5            | 4            | 10       | 91       | 26       | 45       | 46     | 481    | 111    | 195    |
| O. Pečerov         | 23+5            | 180+38          | 3+0             | 113+9           | 1            | 2            | 0            | 4            | 3        | 35       | 0        | 8        | 32     | 255    | 3      | 134    |
| J. Mačiulis        | 25              | 234             | 45              | 111             | 1            | 10           | 4            | 7            | 6        | 65       | 9        | 22       | 32     | 309    | 58     | 140    |
| M. Mordente        | 30+8            | 168+45          | 36+7            | 40+16           | 1            | 0            | 0            | 1            | 10       | 47       | 11       | 10       | 49     | 260    | 54     | 67     |
| M. Finley          | 13              | 122             | 33              | 35              | -            | -            | -            | -            | 10       | 110      | 33       | 17       | 23     | 232    | 66     | 52     |
| I. Jaaber          | 30+8            | 381+64          | 62+19           | 94+32           | 1            | 7            | 1            | 4            | 10       | 108      | 24       | 17       | 49     | 560    | 106    | 147    |
| R. Mason Rocca     | 30+8            | 237+47          | 24+4            | 176+54          | 1            | 13           | 0            | 1            | 10       | 64       | 2        | 47       | 49     | 361    | 30     | 278    |
| N. Melli           | 17              | 29              | 3               | 29              | 0            | 0            | 0            | 0            | 10       | 33       | 2        | 24       | 27     | 62     | 5      | 53     |
| L. Greer           | 15+8            | 154+76          | 42+13           | 27+14           | 1            | 21           | 4            | 2            | -        | -        | -        | -        | 24     | 251    | 59     | 43     |
| M. Petravičius     | 15+3            | 62+8            | 4+1             | 35+2            | 1            | 4            | 0            | 1            | 5        | 41       | 0        | 16       | 24     | 115    | 5      | 54     |
| G. Ganeto          | 13+4            | 28+3            | 3+0             | 14+0            | 0            | 0            | 0            | 0            | 2        | 0        | 0        | 0        | 19     | 31     | 3      | 14     |
| T. Van Den Spiegel | 5               | 30              | 1               | 15              | -            | -            | -            | -            | 5        | 10       | 0        | 9        | 10     | 40     | 1      | 24     |
| C. Karl            | 0+8             | 0+34            | 0+11            | 0+25            | -            | -            | -            | -            | -        | -        | -        | -        | 8      | 34     | 11     | 25     |
| M. Nardi           | 13              | 3               | 3               | 0               | -            | -            | -            | -            | 4        | 3        | 1        | 2        | 17     | 6      | 4      | 2      |
| D. Hawkins         | 30+8            | 412+104         | 80+27           | 109+39          | 1            | 23           | 4            | 4            | 10       | 130      | 30       | 30       | 49     | 669    | 141    | 182    |
| F. De Bettin       | 0               | 0               | 0               | 0               | -            | -            | -            | -            | -        | -        | -        | -        | 0      | 0      | 0      | 0      |
| P. Colnago         | 3+0             | 0+0             | 0+0             | 0+0             | -            | -            | -            | -            | -        | -        | -        | -        | 3      | 0      | 0      | 0      |
| D. Piva            | 0+0             | 0+0             | 0+0             | 0+0             | -            | -            | -            | -            | -        | -        | -        | -        | 0      | 0      | 0      | 0      |
| A. Resca           | 0               | 0               | 0               | 0               | -            | -            | -            | -            | -        | -        | -        | -        | 0      | 0      | 0      | 0      |
| G. Cacace          | 0+1             | 0+0             | 0+0             | 0+0             | -            | -            | -            | -            | -        | -        | -        | -        | 1      | 0      | 0      | 0      |
| F. Saini           | 1+0             | 0+0             | 0+0             | 0+0             | -            | -            | -            | -            | -        | -        | -        | -        | 1      | 0      | 0      | 0      |
| R. Scomparin       | 0+1             | 0+0             | 0+0             | 0+0             | -            | -            | -            | -            | -        | -        | -        | -        | 1      | 0      | 0      | 0      |
| S. Digianvittorio  | 0+0             | 0+0             | 0+0             | 0+0             | -            | -            | -            | -            | -        | -        | -        | -        | 0      | 0      | 0      | 0      |